# Neohyphus
Neohyphus är ett släkte av skalbaggar. Neohyphus ingår i familjen Dynastidae.
Kladogram enligt Catalogue of Life:
| Neohyphus | \| \| Neohyphus kleinschmidti \| \| \| \| \| \| Neohyphus quadridentatus \| \| \| \| \| \| Neohyphus semivelutinus \| \| \| \| |
|           | \| \| Neohyphus kleinschmidti \| \| \| \| \| \| Neohyphus quadridentatus \| \| \| \| \| \| Neohyphus semivelutinus \| \| \| \| |
|           | Neohyphus kleinschmidti |
|           | |
|           | Neohyphus quadridentatus |
|           | |
|           | Neohyphus semivelutinus |
|           | |